# دارين كوري
دارين كوري (بالإنجليزية: Darren Currie)‏ (29 نوفمبر 1974 في المملكة المتحدة - ) هو لاعب كرة قدم بريطاني في مركز الوسط. لعب مع إيبسويتش تاون وبرايتون أند هوف ألبيون وبوريهام وود إف سي وديربي كاونتي وشروزبري تاون وكوفنتري سيتي ونادي بارنت ونادي بليموث أرجايل ونادي تشيسترفيلد ونادي لوتون تاون ونادي ليتون أورينت وويكمب وندررز ووست هام يونايتد وHendon F.C. ‏ وداغنهام وريدبريدج.

## وصلات خارجية
- دارين كوري على موقع قاعدة بيانات كرة القدم.إي يو (الإنجليزية)
- دارين كوري على موقع Soccerbase.com (لاعب) (الإنجليزية)